# Quirico Bernacchi
Quirico Bernacchi (Pescia, Toscana, 31 d'agost de 1914 – Pescia, 5 d'abril de 2006) va ser un ciclista italià, que fou professional entre 1937 i 1943. En el seu palmarès destaca una victòria d'etapa al Giro d'Itàlia de 1937.

## Palmarès
- 1937
  - Vencedor d'una etapa al Giro d'Itàlia

### Resultats al Giro d'Itàlia
- 1937. Abandona. Vencedor d'una etapa.  Porta la maglia rosa durant 1 etapa
- 1938. Abandona
- 1939. Abandona